# Панче Поповски
Панче Попоски с псевдоним Максе е югославски партизанин и деец на НОВМ.

## Биография
Роден е през 1924 година в Гостивар. През 1941 година става член на ЮКП, а от следващата година е секретар на Местния комитет на ЮКП за Гостивар. През 1943 година влиза в първа македонска ударна бригада. Сътрудничи на вестник Народен войник. Убит е през 1944 година в сраженията за освобождаването на Дебър. Провъзгласен е за народен герой на Югославия на 9 октомври 1953 година.